# Schweizer Fussballmeisterschaft 1897/1898
První ročník Schweizer Fussballmeisterschaft  1897/1998 (česky: Švýcarské fotbalové mistrovství) nebylo organizováno Švýcarským fotbalovým svazem a proto je považováno za neoficiální. Turnaj organizoval ženevský list La Suisse Sportive a jeho redaktoři François-Jean Dégérine a Dr. Aimé Schwob. Mistrovskou trofej věnovala společnost Ruinart. Pouze čtyři ze soutěžících klubů byly členy federace; FC Château de Lancy, Grasshopper Curych, Neuchâtel FC a La Villa Ouchy. Byla rozdělena do tří regionálních skupin, skupina A na severu, skupina B okres kolem Lausanne a okres skupiny C v Ženevě). Vítěz každé skupiny postoupil do finále.
Prvním vítězem se stal Grasshopper Curych.